# Ich elender Mensch, wer wird mich erlösen
Ich elender Mensch, wer wird mich erlösen (BWV 48) is een religieuze cantate gecomponeerd door Johann Sebastian Bach.

## Programma
De cantate is geschreven voor de negentiende zondag na Trinitatis en werd voor het eerst uitgevoerd op 3 oktober 1723. Zij valt onder de eerste cantatejaargang. Zie ook de cantatekalender.
De tekst van het openingskoor is ontleend aan Romeinen 7:24 (Wie zal mij, ongelukkig mens, redden uit dit bestaan dat beheerst wordt door de dood?). Dit is een opvallende keuze, omdat Bach in zijn eerste jaar in Leipzig voor het openingskoor meestal een tekst uit het Oude Testament koos. Door de koorzang heen spelen hobo's en trompet een koraalmelodie in canon-vorm.
Het eerste koraal (nummer 3) is in 1607 geschreven door Martin Rutilus, het tweede en laatste koraal door een anonieme tekstschrijver (rond 1620). De teksten van de tussenliggende aria's en recitatieven zijn afgeleid van de Bijbelteksten voor de negentiende zondag na Trinitatis (Matteüs 9:1-8 en Efeziërs 4:22-28).

## Tekst
1. Koor: Ich elender Mensch
2. Recitatief (alt): O Schmerz, o Elend
3. Koraal (koor): Soll ja so sein
4. Aria (alt): Ach lege das Sodom
5. Recitatief (tenor): Hier aber tut des Heilands Hand
6. Aria (tenor): Vergibt mir Jesus meine Sünden
7. Koraal (koor): Herr Jesu Christ, einiger Trost

## Muzikale bezetting
De cantate is geschreven voor koor, viool, hobo, trompet en basso continuo.